# Piazza Vittorio
Cet article concerne le film. Pour la place publique, voir Piazza Vittorio Emanuele II (Rome).
Pour plus de détails, voir Fiche technique et Distribution.
Piazza Vittorio est un documentaire italien réalisé par Abel Ferrara et sorti en 2017.

## Synopsis
Ce documentaire est un hommage à la réalité multiethnique de la Piazza Vittorio à Rome. Avec une petite équipe, Abel Ferrara interroge les habitants, dont son ami l'acteur américain Willem Dafoe et le réalisateur romain Matteo Garrone.

## Fiche technique
- Titre italien : Piazza Vittorio[1]
- Réalisateur : Abel Ferrara
- Scénario : Abel Ferrara
- Photographie : Tommaso Borgstrom
- Montage : Fabio Nunziata (it)
- Musique : Joe Delia
- Société de production : Enjoy Movies
- Pays de production :  Italie
- Langue originale : italien, anglais
- Format : Couleur - 1,85:1 - Son Dolby Surround - 35 mm
- Durée : 76 minutes
- Genre : Documentaire
- Dates de sortie :
  - Italie : 9 septembre 2017 (Mostra de Venise 2017) ; 20 septembre 2018 (sortie nationale)

## Distribution
- Willem Dafoe
- Abel Ferrara
- Matteo Garrone

## Production
Selon un article de La Repubblica, le long métrage a été tourné en 2016 en seulement cinq jours. Ferrara a également ajouté des séquences filmées avec son téléphone portable, ainsi que des documents d'archives.

## Exploitation
Le film a été exploité le 20 septembre 2018 dans quelques salles indépendantes sélectionnées en Italie. Il a rapporté un total de 15,9 milliers d'euros.

### Accueil critique
Le site mymovies.it commente le film en soulignant que « Ferrara tente de raconter des réalités socioculturelles éloignées de celles dans lesquelles il a été formé ».
La revue Sentieri selvaggi fait l'éloge du long métrage, soulignant qu'il « représente un document historique important sur la confusion, l'égarement que nous vivons aujourd'hui ».